# Евож
Евож (фр. Evosges) насеље је и општина у Француској у региону Рона-Алпи, у департману Ен (Рона-Алпи).
По подацима из 2011. године у општини је живело 143 становника, а густина насељености је износила 11,84 становника/km².

## Демографија
| 1962. | 1968. | 1975. | 1982. | 1990. | 2011. |
| ----- | ----- | ----- | ----- | ----- | ----- |
| 130   | 114   | 101   | 104   | 101   | 143   |